# Sonambient Sculpture
Sonambient Sculpture è una serie di sculture sonore, progettata dal designer italiano Harry Bertoia, tra il 1959 e 1960 circa. Verso la fine degli anni ’50, mentre stava lavorando alla saldatura di una delle sue opere d’arte, nell’atto di piegare una barra metallica, questa si spezzò e il suono che ne uscì fu evidentemente una rivelazione. Da quel momento prese vita un progetto che per l’artista divenne quasi un’ossessione: catturare la voce delle sue sculture. Le opere originali sono esposte presso alcune case d'asta americane e nelle gallerie, come ad esempio: Lo S.pace Detroit a Detroit (MI), Lost City Arts di New York (NY), Galere a West Palm Beach (FL).

## Storia
Verso la fine degli anni ’50, mentre stava lavorando alla saldatura di una delle sue opere d’arte, nell’atto di piegare una barra metallica, questa si spezzò e il suono che ne usci fu evidentemente una rivelazione. Da quel momento prese vita un progetto che per l’artista divenne quasi un’ossessione: catturare la voce delle sue sculture. Le prime opere furono create alla fine del 1959 o all'inizio del 1960, successivamente tra il 1968 e il 1969 il fienile della sua casa venne trasformato in una sala di registrazione permanente.
La maggior parte delle registrazioni di Sonambient furono completate, con l'aiuto del fratello Oreste Bertoia, nella stalla di Sonambient nel 1970 e nel 1971.

## Descrizione

### Caratteristiche generali
Questa serie di sculture presenta una base metallica dalla quale si innestano dei cilindri sottilissimi, alcuni dei quali terminano con un secondo cilindro dal diametro maggiore e lunghezza ridotta. Da una base metallica a griglia è stata ottenuta una base metallica forata piatta verso la metà degli anni '60. I materiali variavano da ottone, bronzo, rame, berillio, alluminio, monel e Inconel.
Le sculture sono progettate con lunghezze e metalli diversi in modo da creare suoni che ricordano il fruscio del vento. Il suono delle sculture aggiunge una quarta dimensione alle sue opere tridimensionali, fondendo così arte, architettura e musica.

### Caratteristiche plastiche
Dal 1960 Harry Bertoia inizia una intensa produzione di sculture metalliche, tutte caratterizzate da una base piatta su cui sono saldate una serie di aste verticali più o meno numerose, in cui varia la lunghezza dei cilindri eventualmente posti sulla cima. Svariate sculture sonore che mostrano stili diversi con altezze variabili e calibri di filo più spessi o più sottili che producono tutti i tipi di tonalità.

## Valorizzazione

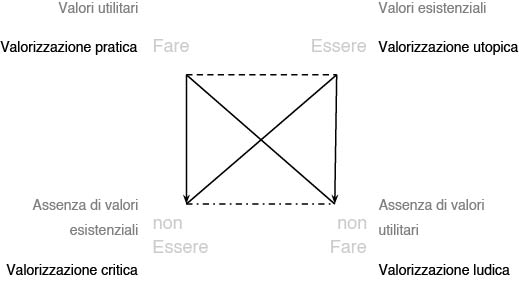

Analizzando questa serie di sculture con l'ausilio del quadrato semiotico di Jean-Marie Floch si nota che l'opera Sonambient Sculpture, ideata dal designer Harry Bertoia, presenta una valorizzazione di carattere utopico facendo sentire l'utente un musicista, siccome con un semplice gesto egli crea una melodia. Il suono viene prodotto in maniera diretta quando l'opera viene sollecitata dall'utente, ossia egli muove le aste della struttura, le quali si urtano a vicenda; mentre in maniera indiretta, quando risulta avere un'autonomia in relazione al vento, ovvero non è l'individuo che attua l'azione ma quest'ultima è causata da una forza esterna. Inoltre l'opera presenta una valorizzazione ludica in quanto non permette all'utente di svolgere una determinata funzione, ma essa è stata progettata nello specifico come scultura sonora. L'opera agisce sull'identità e sull'essere dell'utente, dandogli la possibilità di controllare i suoni che vengono prodotti. Il designer non ha progettato quest'opera con l'intenzione di farla diventare uno strumento musicale ma ha sfruttato il contatto dei componenti metallici della scultura per ottenere dei suoni innovativi.

## Interazione con l'utente
La serie di sculture permette ai loro utenti di interagire con esse scuotendole. L'utente ha la possibilità di muovere le sculture sia all'apice che al fondo, producendo in base al punto toccato un suono di diversa intensità, aumentando la valorizzazione utopica delle opere. Come artefatto di design, i valori con i quali la serie mette l'utente in contatto riguardano unicamente la sfera dell'essere agendo sulla sua identità.

## Aspetti musicali
I suoni prodotti da queste opere risultano essere delle pietre miliari a cavallo del mondo della musica e del design. Verso la fine degli anni '60 Harry Bertoia cominciò a ristrutturare un fienile dove allestì una sala di registrazione permanente e a seguire un primo film sulle sue sculture sonore (1965). Nel 1970 alcune delle registrazioni dei suoni di quest'ultime prendono forma in 11 LP intitolati Sonambient, ripubblicati successivamente dalla casa discografica Important Records. Nel 1971 viene girato un secondo film e nello stesso anno Bertoia conia il termine “Sonambient”, prima che Brian Eno utilizzasse il termine “ambient” in relazione alla musica.

### Sonambient Pavilion
I suoni di due sculture sonore "sonambient" di Harry Bertoia nell'Aon Center in Randolph Street (Chicago) vengono amplificati e manipolati elettronicamente. Il tutto crea un'atmosfera sonora più cangiante e scintillante rispetto alle altre, sovrapposta all'architettura visiva del padiglione. L'installazione risulta essere molto contemporanea per l'effetto sonoro prodotto.
Mediante l'utilizzo della tecnologia informatica, il suono acquista nuove dimensioni come veniva immaginato da Bertoia stesso, unendo composizioni sonore e architettoniche in un connubio raffinato.

## Esposizioni
- San Lorenzo d'Arzene (PN), 2008
- Harry Bertoia 1915-1978, Pordenone, 2009[6]
- Dalla Natura al Segno. Harry Bertoia 1915-2015, Galleria Harry Bertoia di corso Vittorio Emanuele a Pordenone, 2015